# Петяйявесі
Петяйявесі (також Петяявесі, фін. Petäjävesi) — громада в області Центральна Фінляндія, Фінляндія. Загальна площа території — 495,39 км, з яких 39,01 км² — вода. Головна визначна пам'ятка громади — стара церква в селі Петяйявесі, побудована у 1763 — 1764, об'єкт всесвітньої спадщини ЮНЕСКО.

## Демографія
На 31 січня 2011 в громаді Петяйявесі проживало 4011 чоловік: 2053 чоловіків і 1958 жінок.
Фінська мова є рідною для 98,98% жителів, шведська — для 0,12%. Інші мови є рідними для 0,87% жителів громади.
Віковий склад населення:
- до 14 років — 18,87%
- від 15 до 64 років — 61,9%
- від 65 років — 19,5%

Зміна чисельності населення за роками:  
| Рік  | Чисельність |
| ---- | ----------- |
| 1980 | 3700        |
| 1990 | 3789        |
| 2000 | 3780        |
| 2010 | 4022        |
| 2011 | 4011        |